# Труфанов, Владимир Ильич
Влади́мир Ильи́ч Труфа́нов (род. 16 сентября 1948, Меловое) — советский и российский тренер по боксу. Тренер СДЮШОР ЛГС «Трудовые резервы», старший тренер санкт-петербургских ДЮСШ «Труд», ФСО профсоюзов «Россия», КШВСМ, клубов профессионального бокса «Невский ринг» и «Гонг». Личный тренер таких титулованных боксёров как Джамбулат Мутаев, Алексей Кадочников, Никита Томилов и др. Заслуженный тренер России (2004).

## Биография
Владимир Труфанов родился 16 сентября 1948 года в селе Меловое Дмитриевского района Курской области, впоследствии переехал на постоянное жительство в город Березники Пермской области.
Занимался боксом в секции всесоюзного добровольного спортивного общества «Трудовые резервы», проходил подготовку под руководством заслуженного тренера РСФСР Юрия Владимировича Баканова. В 1972 году окончил Ленинградский техникум физической культуры и спорта.
Как спортсмен больших успехов не добился и вскоре перешёл на тренерскую работу. В период 1974—1980 годов работал тренером в спорткомбинате и в Специализированной детско-юношеской школе олимпийского резерва ленинградского городского совета «Трудовых резервов». С 1980 года тренировал начинающих боксёров в Детско-юношеской спортивной школе «Труд», в частности в 1987—1988 годах являлся исполняющим обязанности директора этого учебного заведения. В период 1988—2004 годов неизменно занимал должность старшего тренера физкультурно-спортивного общества профсоюзов «Россия», позже был тренером в санкт-петербургской Комплексной школе высшего спортивного мастерства. Одновременно с этим руководил частными клубами профессионального бокса «Невский ринг» и «Гонг».
За долгие годы тренерской работы подготовил ряд титулованных боксёров, добившихся успеха на международном и всероссийском уровне. Один из самых известных его учеников — мастер спорта международного класса Джамбулат Мутаев, серебряный призёр Игр доброй воли в Сиэтле, чемпион СССР, бронзовый призёр Спартакиады народов СССР в Минске. Также в разное время его воспитанникам были двукратный призёр чемпионатов России Алексей Кадочников, двукратный призёр чемпионатов России Никита Томилов, призёры всероссийской универсиады Сергей Марченко и Дмитрий Чумаченко. За выдающиеся достижения на тренерском поприще в 2004 году Владимир Труфанов был удостоен почётного звания «Заслуженный тренер России».
Награждён знаком «Отличник физической культуры и спорта». Тренер высшей квалификационной категории.